# Jan Bos (1868-1920)
Jan Bos (Ridderkerk, 8 september 1868 – Overschie, 21 januari 1920) was een Nederlands burgemeester.
Hij werd geboren als zoon van Christiaan Albertus Bos en Neeltje van Haaften. Na als volontair gewerkt te hebben bij de gemeentesecretarieën van Beesd en Renkum werd hij begin 1894 op 25-jarige leeftijd benoemd tot burgemeester van Ammerstol. In november 1896 volgde zijn benoeming tot burgemeester van Overschie en vanaf augustus 1905 was Bos tevens burgemeester van Schiebroek. Op eigen verzoek werd hem per 1 januari 1919 ontslag verleend als burgemeester van Schiebroek. Een jaar later overleed hij op 51-jarige leeftijd. In Rotterdam is in Overschie zowel het 'Burgemeester Bosplein' als de 'Burgemeester Bosstraat' naar hem vernoemd.